# お家はバラバラ
『お家はバラバラ』（原題：The Dog House、1952年11月29日公開）はトムとジェリーの作品のひとつ。日本においては現在パブリックドメインとなっている。

## スタッフ
- 監督 - ウィリアム・ハンナ　ジョセフ・バーベラ
- 製作 - フレッド・クインビー
- 作画 - ケネス・ミューズ　エド・バージ　レイ・パターソン　アーヴン・スペンス
- 背景 - ジョン・ディドリック・ジョンソン
- 音楽 - スコット・ブラッドリー

## 作品内容
ブルドッグのスパイクは自ら設計した夢のマイホーム（犬小屋）を建てようとしていた。ところがいつも通りトムとジェリーの追いかけっこに巻き込まれ、建築中の家は無残にも壊されてしまう。
トムを捕まえ「この野郎、俺はガキの頃から自分の家を持つのが夢だったんだ。今度俺の邪魔をしたらただじゃおかねえぞ!」と怒鳴るスパイク。しかし2人は追いかけっこをやめず、トムがローラーで家をスパイクごと轢き潰したかと思えば、ジェリーが巣穴の前に置かれた爆弾を建て直した家の中に投げ入れ爆発。その後も家はトムが切り倒した電柱に押し潰され、対策したスパイクが木の上に家を建ててもトムはその木ごと切り倒してしまう始末。最後にトムは投げ縄でジェリーを捕まえようとするも、ジェリーの反撃に遭い、間違えて家を引き寄せスパイクもろとも叩き潰してしまう。遂にトムは業を煮やしたスパイクに再び捕まり、しばき上げられてしまった。
結局、トムはスパイクの奴隷となって家を建て直すよう鞭を打たれる。一方、直接家を壊さなかったジェリーはスパイクから何のお咎めも受けることなく、彼と仲良く設計図を閲覧していた。

## 登場キャラクター
トム
ジェリーを追いかけているうちに建築中のスパイク新居を壊し、邪魔しないよう説教されるもその後7回家を壊す。最後は堪忍袋の緒が切れたスパイクから鞭打たれつつ犬小屋を建てさせられた。
ジェリー
犬小屋を壊してスパイクに説教されたトムに様々ないたずらを仕掛けると共に、トムの攻撃を巧みにかわす。最後はスパイクに酷使されるトムを尻目に、新しい犬小屋の設計図をスパイクと一緒に眺めた。
スパイク
幼少期から自分の犬小屋を持つことを夢見ており、自らその夢を実現すべくDIYに奮闘。だがそのそばでジェリーを追いかけるトムに建築中の犬小屋を何度も壊されてしまう。最後は堪忍袋の緒が切れ、トムを酷使し犬小屋を建てさせた。

## 備考・その他
序盤のトムが扉を突き破ってジェリーを追うシーンはここまでおいでの流用である。
本作はハンナ=バーベラ短編の中で唯一上映時間が6分未満だった作品である。